# Rue Bouteille
La rue Bouteille est une voie du quartier Saint-Vincent dans le 1er arrondissement de Lyon, en France.

## Situation et accès
Elle débute rue de la Vieille et se termine rue Fernand-Rey. L'impasse Tavernier et la rue Tourret commencent sur cette voie tandis que les rues Pareille et Tavernier s'y terminent. La circulation est dans le sens de la numérotation. Un stationnement cyclable est disponible entre la rue Pareille et la rue Tavernier. 

## Origine du nom
L'origine du nom n'est pas attesté ; le nom de cette rue vient probablement d'une enseigne d'un cabaret ou d'une auberge.

## Histoire
Elle portait auparavant le nom de rue de la Vieille-Monnaie, attesté en 1591. (Une autre rue du 1er arrondissement a aussi portée le nom de rue de la Vieille-Monnaie, maintenant rue René-Leynaud). Le nom de rue Bouteille est attesté depuis 1680.
Au numéro 14 se trouvait l'appartement de Madame Dumoulin, dont l'entrée est aujourd'hui condamnée et transformée en magasin. Sa boîte-aux-lettres a été mise à disposition du mouvement Résistant Combat. Madame Dumoulin est arrêtée sur dénonciation le 26 mai 1943 puis déportée. Son appartement est alors utilisé comme souricière par les Allemands et leur permet de capturer Marie Raynouard, elle aussi déportée.